# Menuiserie

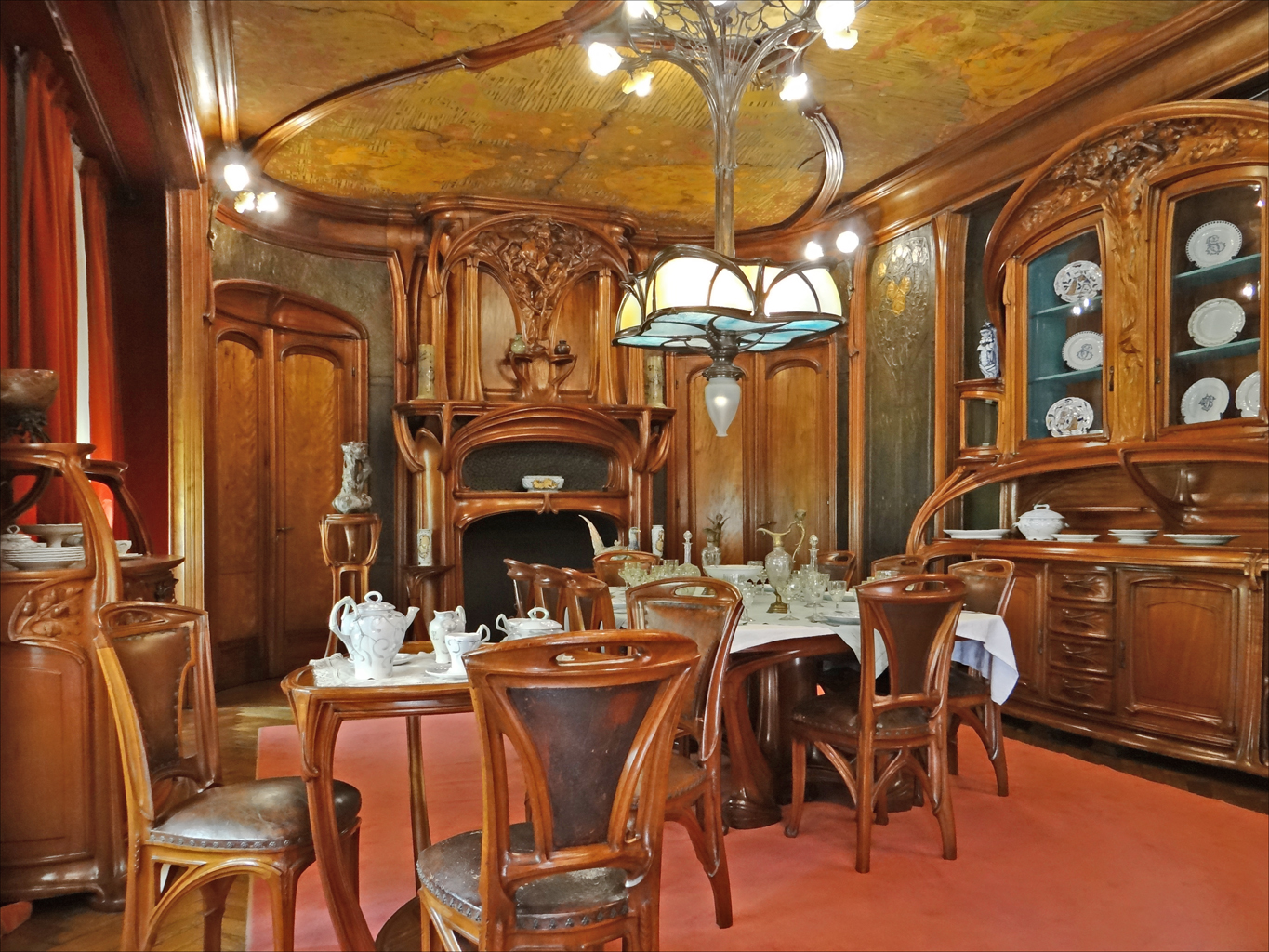
Menuiserie (meubles, portes, décor) d'une salle à manger de style Art nouveau de l'école de Nancy.

La menuiserie est l'ensemble des techniques mises en œuvre pour construire des ouvrages de taille relativement petite (par opposition aux ouvrages de charpente) par la mise en forme et l'assemblage de menues pièces de bois. Ces assemblages se font de largeur, de longueur ou en angle.
Par extension, on parle de menuiseries pour désigner les ouvrages dont la conception répond  ils doivent être en bois massif et assemblés selon les techniques traditionnelles (à tenon et mortaise, chevillé ou collé, à queue d'aronde, à enfourchement, à mi-bois, à rainure et languette, etc). Les vis, clous, boulons, colles et autres éléments de fixation mécanique ou chimique peuvent être utilisés mais ne se suffisent pas à eux-mêmes : un ouvrage dont les pièces de bois, sans aucune forme d'usinage, ne tiendraient entre elles que par leur emploi n'est pas une menuiserie.
De nos jours, par abus de langage, on parle souvent à tort de menuiseries concernant les ouvrages utilisant d'autres matériaux que le bois (comme le PVC, l'aluminium, etc.) bien qu'ils ne puissent y prétendre. Aussi, on associe parfois la menuiserie et la serrurerie, bien que ce soient deux métiers bien distincts.

## Définitions
Au XVIIIe siècle, selon André-Jacob Roubo dans L'Art du menuisier, la menuiserie renferme cinq grandes parties qui ont ensuite été subdivisées. 
La première renferme la menuiserie dite de bâtisse ; elle-même se divise en menuiserie dormante et menuiserie mobile. Par menuiserie dormante on entend celle qui concerne les pièces posées à demeure telles que les escaliers, les dormants, les chambranles de portes et croisées, les boiseries, les stalles des chœurs d'église, les confessionnaux, les chaires à prêcher, les corniches, etc. Par menuiserie mobile on entend les portes en général, les croisées, les volets, les persiennes, les jalousies, etc.
La seconde renferme la menuiserie en meubles qui embrasse les professions de l'ébéniste, du constructeur de billards et autres. 
La troisième partie est celle dite menuiserie du bâtonnier. C'est le nom du menuisier qui renferme sa spécialité dans la fabrication des fauteuils, des chaises, des tabourets, des lits de sangle et autres lits simples. 
La quatrième partie est la menuiserie des jardins qui comprend l'art du treillageur. 
Enfin, la cinquième partie est la menuiserie théorique qui renferme l'art du trait, l'art du toiseur-vérificateur parties essentielles dont la connaissance devrait précéder toutes les autres ou qui du moins devraient être enseignées simultanément, etc.

## Histoire

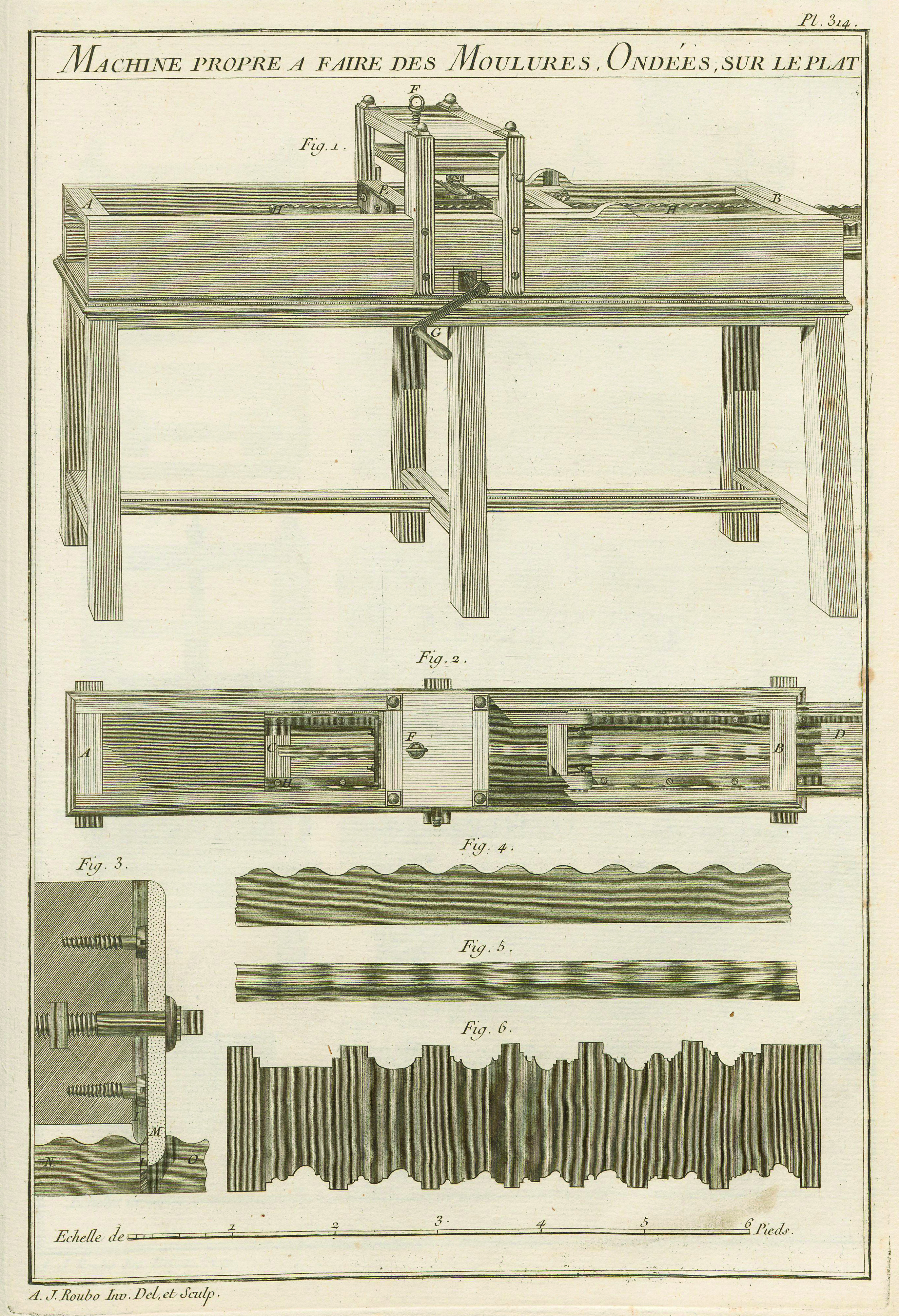
L'Art du Menuisier de André-Jacob Roubo - Vol 7 - Section III de la partie III - Première Partie : Machine propre a faire des moulures, ondées, sur le plat.

Au Moyen Âge, les métiers étaient organisés en corporations. En 1382, un arrêt royal ordonne qu'on distingue à l'avenir les menuisiers des charpentiers. Jusque-là les menuisiers (du mot minitarus qui signifie : ouvrier travaillant à de menus ouvrages) étaient confondus sous le terme général de Charpentiers avec le qualificatif de « Charpentier de la petite cognée ». Les outils et ouvrages deviennent tellement différents qu'une distinction devient alors nécessaire.
En 1467 en France, les menuisiers obtiennent des statuts qui les séparent des tapissiers. On leur demande de marquer leurs ouvrages grâce à des estampilles.
Le 5 décembre 1637, le parlement de Paris rend l'arrêt suivant : « Ordonne que chaque maître menuisier sera tenu de marquer de sa marque particulière tous ses ouvrages... ainsi que les postiers d'estain... et insérer ladite marque en une table de plomb qui restera dans la chambre du substitut du Procureur Général du Castellet. »
Cet arrêt faisant suite à un procès qui opposait les maîtres-menuisiers et les maîtres-tapissiers parisiens, car les maîtres-menuisiers avaient le monopole de la fabrication des meubles, alors que les maîtres-tapissiers possédaient celui de leur commercialisation. Cet arrêt obligeait donc les tapissiers à ne vendre que des meubles marqués, provenant exclusivement des maîtres-menuisiers. 
L'estampille permettait de retrouver le fabricant, et ainsi d'éviter les intermédiaires dans des tractations futures.
Après une première tentative d'abolition des corporations par Turgot en 1776, ministre de Louis XVI, elles sont finalement abolies au cours de la révolution française en 1791.
Au XIXe siècle, de nombreuses machines-outils sont inventées et mises au point qui facilitent le travail du bois, mais commencent à rendre possible l'industrialisation d'une production jusque-là artisanale.

## Différence entre menuiserie et ébénisterie

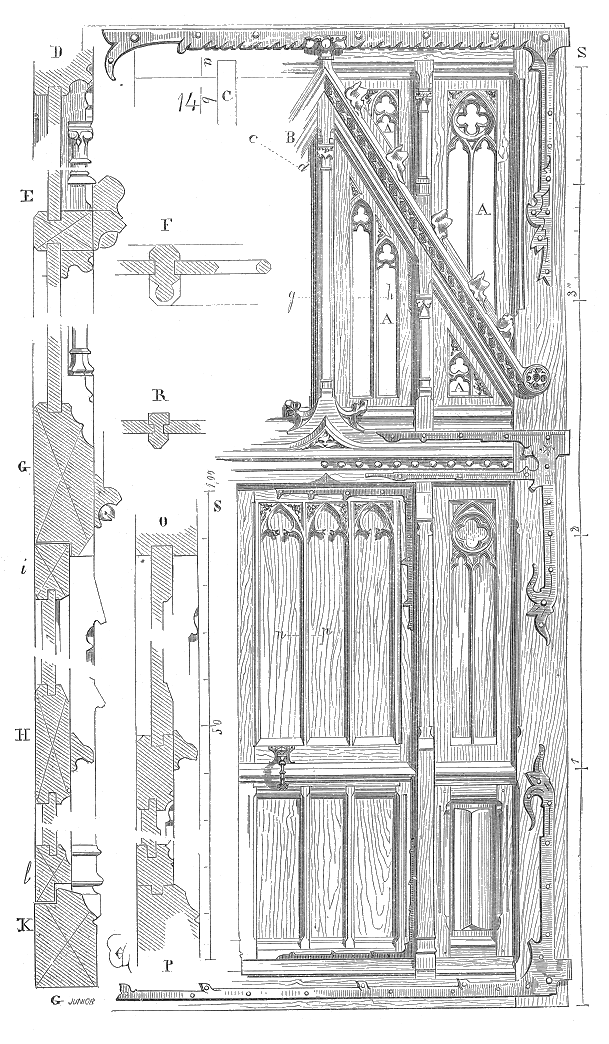
Exemple de menuiserie : structure et assemblage d'une porte gothique en bois sculpté du XIVe siècle.

Les meubles de menuiserie sont exécutés en bois massif, constitués d'un bâti assemblé recevant des panneaux en rainure. Toutes les pièces restent apparentes. Éventuellement, il peut inclure un décor sculpté, bien qu’en principe celui-ci soit confié à un sculpteur sur bois. Les consoles d’applique, les cadres de miroir, et tous les meubles en bois massif sculpté ou mouluré sont des meubles de menuiserie. 
Les meubles d'ébénisterie, eux, sont composés d'un bâti en menuiserie et sur lequel sont appliquées des feuilles de bois précieux ou toutes autres matières décorées ou sculptées qui dissimulent entièrement le bâti ordinaire.

## Menuiserie et construction du bois
La construction du bois est de plus en plus en vogue ; le métier de menuisier évolue et s’adapte à ces nouvelles structures de charpente. Les maisons à ossature bois représentent 8 % du marché des constructions neuves par an. La progression connaît un taux de croissance annuel de 20 à 25 %. 
De manière générale, la construction est le premier débouché du bois en France. Le bois a plusieurs avantages : il permet de réguler le taux d’humidité et la température à l’intérieur, c’est un excellent isolant acoustique, et, en cas d’incendie, le bois transmet la chaleur 10 fois moins vite que le béton et 250 fois moins vite que l’acier.

## Lexique
- avivé : pièce de bois de section carrée ou rectangulaire dont les défauts sont éliminés
- battée : entaille longitudinale poussée sur l'arête intérieure d'une pièce
- bille  : grume coupée en trois parties (bille de pied, bille de hauteur, surbille)
- bois sur dosse : pièce de bois dont les rayons médullaires sont perpendiculaires à la face
- bois sur faux quartier : pièce de bois dont les rayons médullaires sont en oblique par rapport à la face
- bois sur quartier : pièce de bois dont les rayons médullaires sont parallèles à la face
- chambranle : pièce de bois servant de garniture à une porte
- cheville  : pièce de bois servant à en unir deux autres
- enfourchement : mortaise poussée à l'extrémité d'un montant
- épaulement : partie laissée à l'extrémité d'un montant pour éviter un enfourchement
- grume : tout le tronc ébranché et écimé
- listel : pièce de bois servant de butée au vantail d'une porte
- rainure : entaille longitudinale poussée sur le milieu du chant intérieur pour recevoir un panneau (si rainure, toujours rétrécissement de mortaise égale à l'épaisseur de la rainure)
- redent : partie du tenon laissée à l'emplacement de l'épaulement